# Crush (pel·lícula de 2022)
Crush és una pel·lícula estatunidenca de comèdia romàntica del 2022 dirigida per Sammi Cohen (en el seu debut com a directora) i escrita per Kirsten King i Casey Rackham. La pel·lícula és protagonitzada per Rowan Blanchard i Auliʻi Cravalho en una història sobre una adolescent que s'uneix a l'equip d'atletisme del seu institut per apropar-se a la xica que li agrada, només per descobrir que s'està apropant a un altre company d'equip. Crush es va publicar digitalment el 29 d'abril de 2022 a Hulu.

## Sinopsi
Paige Evans és una estudiant de Miller High School que té una passió per l'art i espera estudiar en un programa d'estiu a l'escola dels seus somnis, CalArts. Per a l'admissió ha de fer una obra artística sobre el seu moment més feliç; considera que el seu enamorament no correspost durant molt de temps per l'estudiant popular Gabby Campos és un possible tema. Complicant encara més les coses és 'KingPun', un artista anònim que vandalitza l'escola amb grafits basats en jocs de paraules. Els estudiants i l'administració de l'escola sospiten àmpliament que Paige és la culpable pel seu interés per l'art. Per evitar la suspensió, accepta unir-se a l'equip de pista alhora que ha de descobrir qui és el veritable KingPun.

## Repartiment
- Rowan Blanchard com a Paige Evans, una artista que s'esforça per trobar el seu lloc al món
- Auliʻi Cravalho com a AJ Campos, bessona de Gabriela i cocapitana de l'equip d'atletisme de Miller High School
- Isabella Ferreira com a Gabriela Campos, de qui Paige estava enamorada des de la infància, germana bessona d'AJ i cocapitana de l'equip d'atletisme
- Tyler Alvarez com a Dillon, el "millor amic platònic de Paige i xicot de Stacey".
- Teala Dunn com a Stacey Clark, la xicota de Dillon
- Rico Paris com a Tim, qui està segur que Paige és KingPun
- Aasif Mandvi com a l'entrenador Murray, entrenador d'atletisme
- Michelle Buteau com a directora Collins
- Megan Mullally com a Angie Evans, la mare de Paige
- Addie Weyrich com a Chantal, una wicca que sembla estar enamorada de Paige per com persegueix a aquesta i a AJ.
- Jes Tom com a Aya, la parella influencer de Gabriela
- Catherine McCafferty com Erin Billings, obsessionada amb els cavalls

## Producció
El juliol de 2021, Kirsten King i Casey Rackham havien escrit un guió basat en les seues pròpies experiències vitals, explicant una història LGBTQ que mostraria més alegria queer creixent en lloc de les històries que normalment s'expliquen simplement sobre sortir de l'armari. Sammi Cohen es va identificar amb el projecte, anomenat inicialment Love in Color, i va signar per dirigir. Rowan Blanchard i Auliʻi Cravalho van ser elegides protagonistes poc després, i el rodatge va començar a la zona de Syracuse de Nova York aquell estiu. El març de 2022, el títol final es va establir com a Crush amb una data de llançament fixada per al 29 d'abril de 2022 a Hulu.

## Recepció
Al lloc web de ressenyes Rotten Tomatoes, el 76% de les crítiques de 34 crítiques són positives, amb una valoració mitjana de 6,2/10. El consens del lloc web diu: "Alguna part de l'escriptura està alterada i l'execució és ocasionalment desigual, però la història d'amor central de Crush és fàcil d'enamorar". A Metacritic, la pel·lícula té una puntuació mitjana ponderada de 56 sobre 100 basada en set crítics, indicant "crítiques mixtes o mitjanes".